# Cercle athlétique de Montrouge

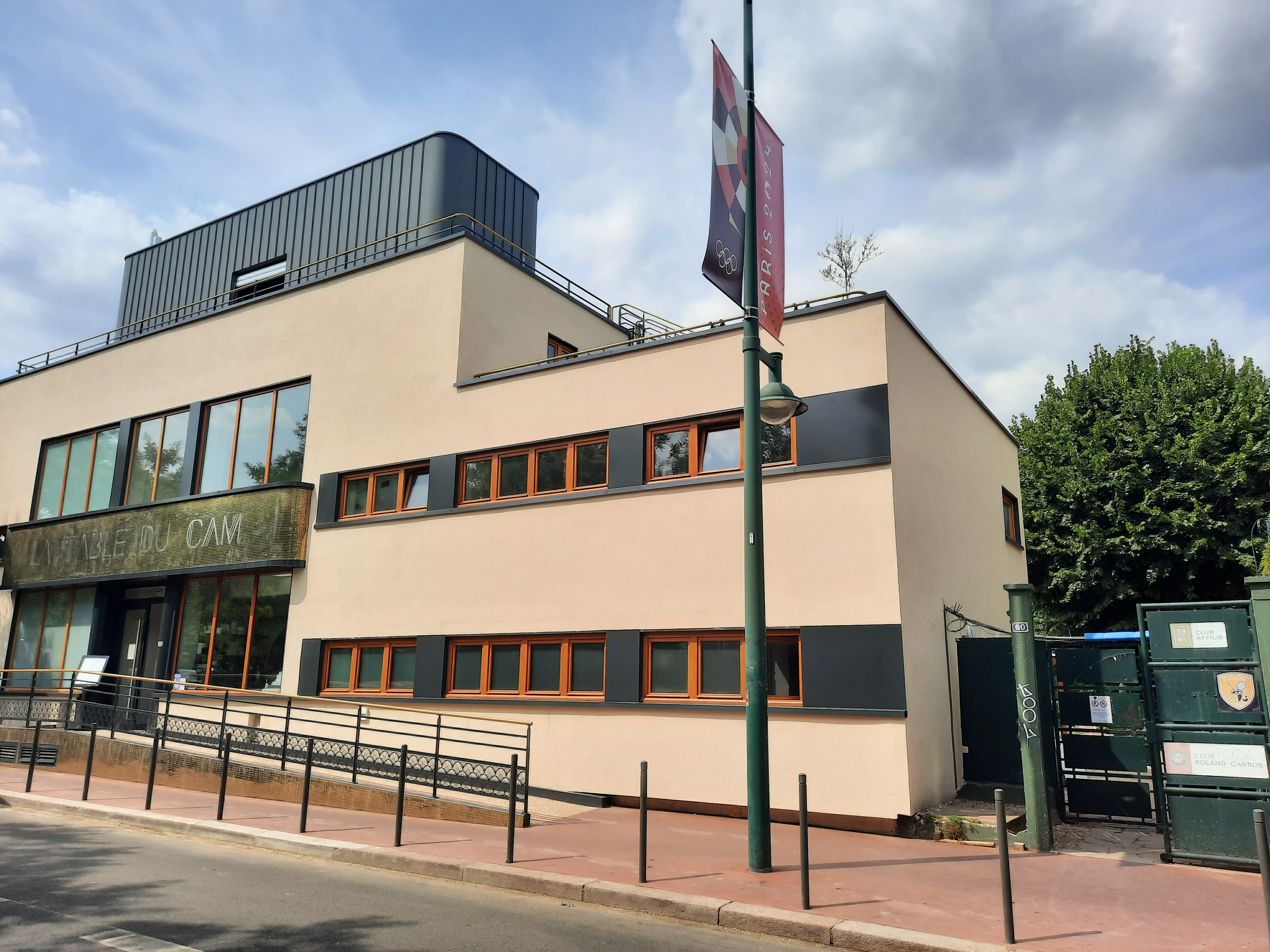
Façade du CAM en 2024

Le Cercle athlétique de Montrouge (CAM) est un club français de tennis et de hockey sur gazon fondé en 1921 et basé à Montrouge, près de Paris.
L'équipe de hockey masculine du club évolue parmi l'élite nationale, le Championnat de France de hockey sur gazon. L'équipe féminine évolue elle aussi en élite du Championnat de France de hockey sur gazon féminin.
L'équipe première de tennis masculine évolue elle en Nationale 1, 3e division nationale, après une longue période passée en élite 1A. L'équipe féminine évolue en Nationale 1. 
Le CAM est un club formateur et détient le label Club filière élite national de la Fédération française de tennis. Il est également labellisé Centre de préparation aux Jeux olympiques Paris 2024,. Le club possède seize terrains de tennis en terre battue, et organise régulièrement les qualifications juniors du tournoi de Roland-Garros.

## Palmarès en hockey sur gazon
- EuroHockey Cup Winners Trophy: 1995[4] (à Bruxelles) et 1998[5] (à Rome) (équipe première masculine)
- Championnat de France de hockey sur gazon masculin : 1998, 2002, 2004, 2010, 2011, 2022, 2023
- Championnat de France de hockey sur gazon féminin : 2010
- Finaliste du EuroHockey Club Champions Trophy: 2008 (équipe première masculine, à Paris (face à Glennane HC))

Le club a organisé deux fois la Coupe d'Europe masculine de hockey sur gazon, en 2008 et en 2022.

## Joueurs notables en hockey
- Stéphane Jaquet, Mathieu Durchon, Guillaume Clément, Eliot Curty.

## Localisation
Le club est encadré par l'avenue du Fort, - derrière laquelle se situent la chapelle Saint-Luc et le lycée Maurice-Genevoix -, l'avenue Marx-Dormoy- derrière laquelle se situe le fort de Montrouge -, la rue Victor-Basch et la résidence Buffalo.

## Galerie de photographies

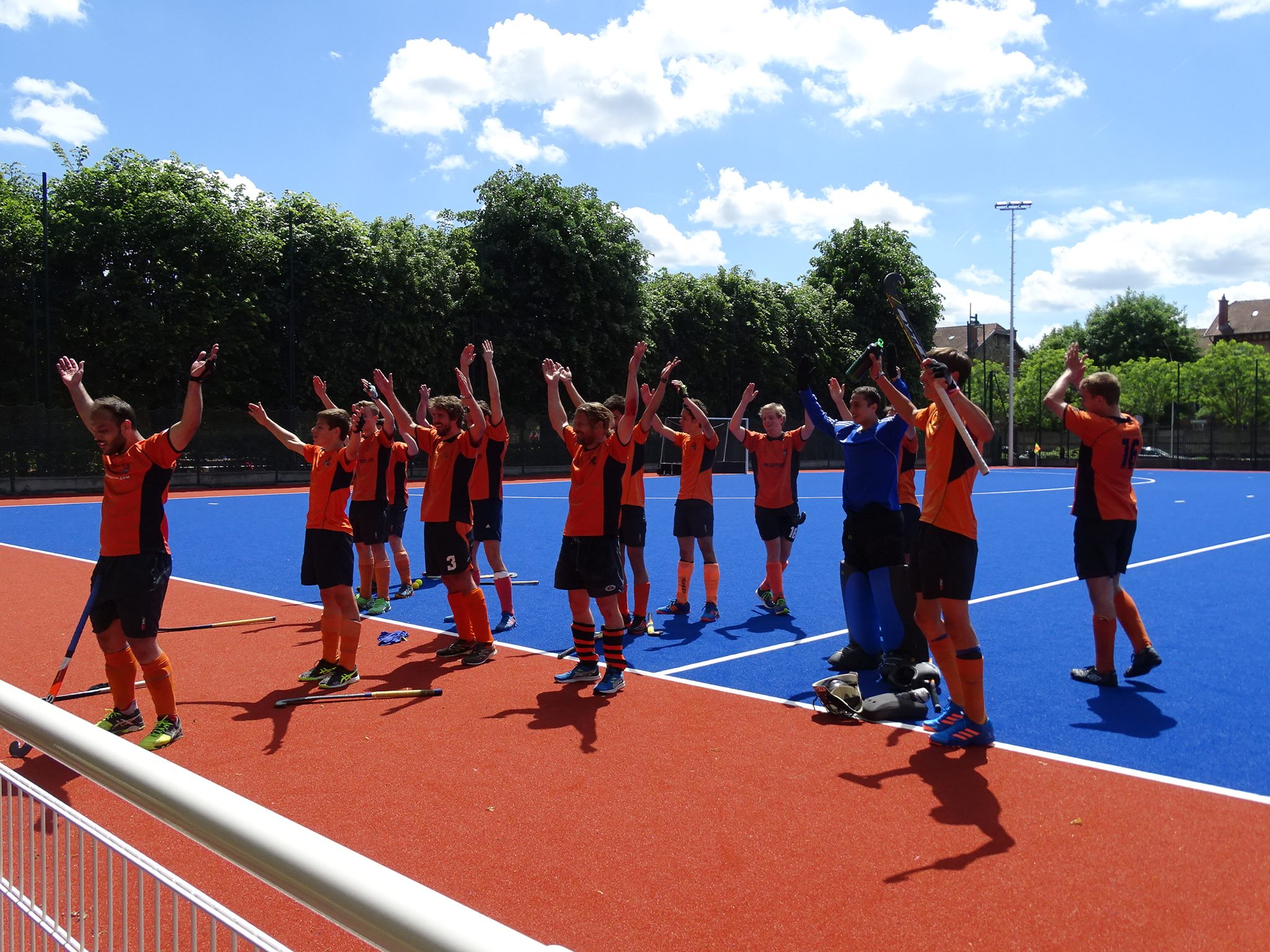
Terrain de hockey.
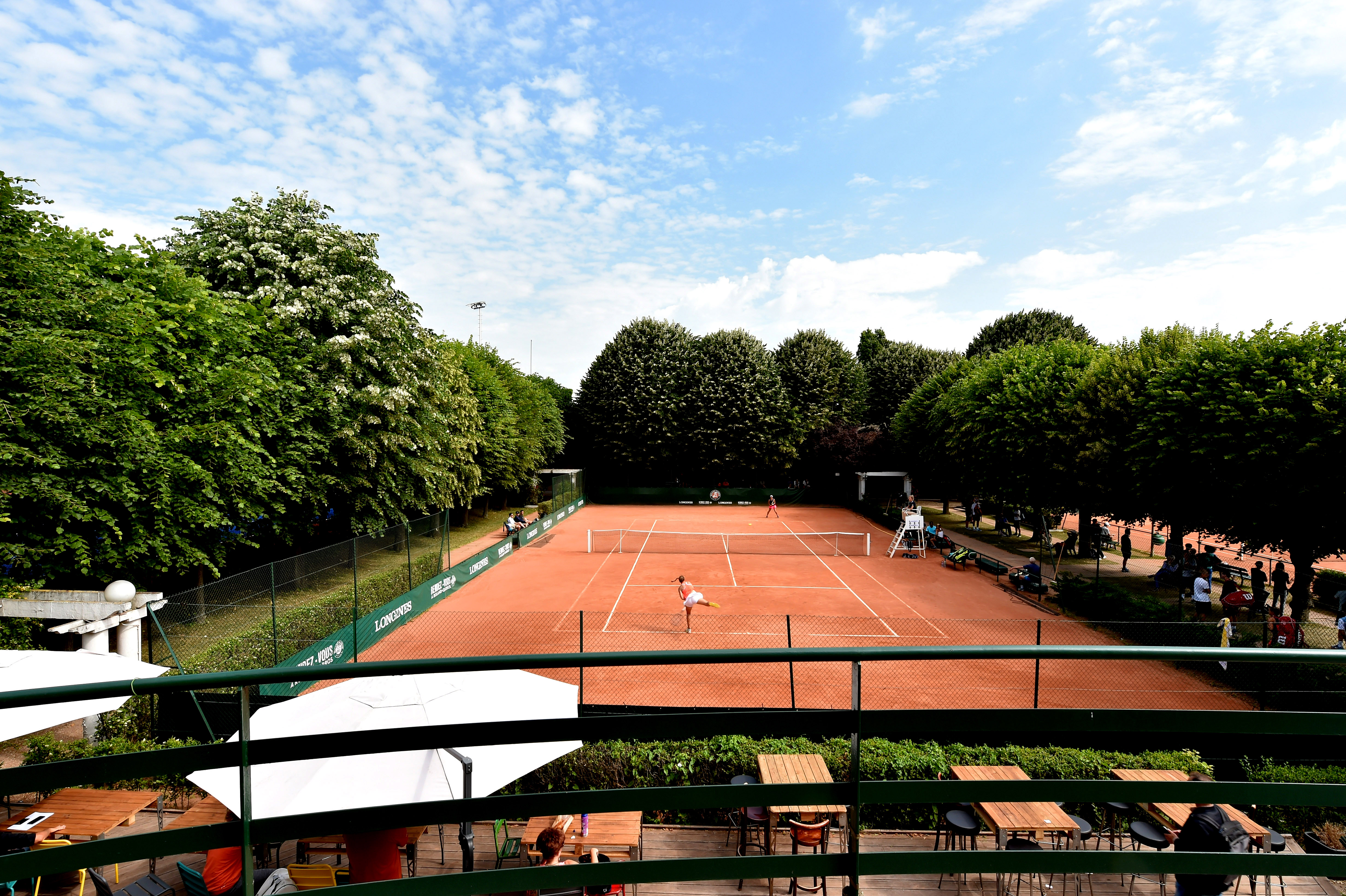
Court A depuis le balcon du club-house.
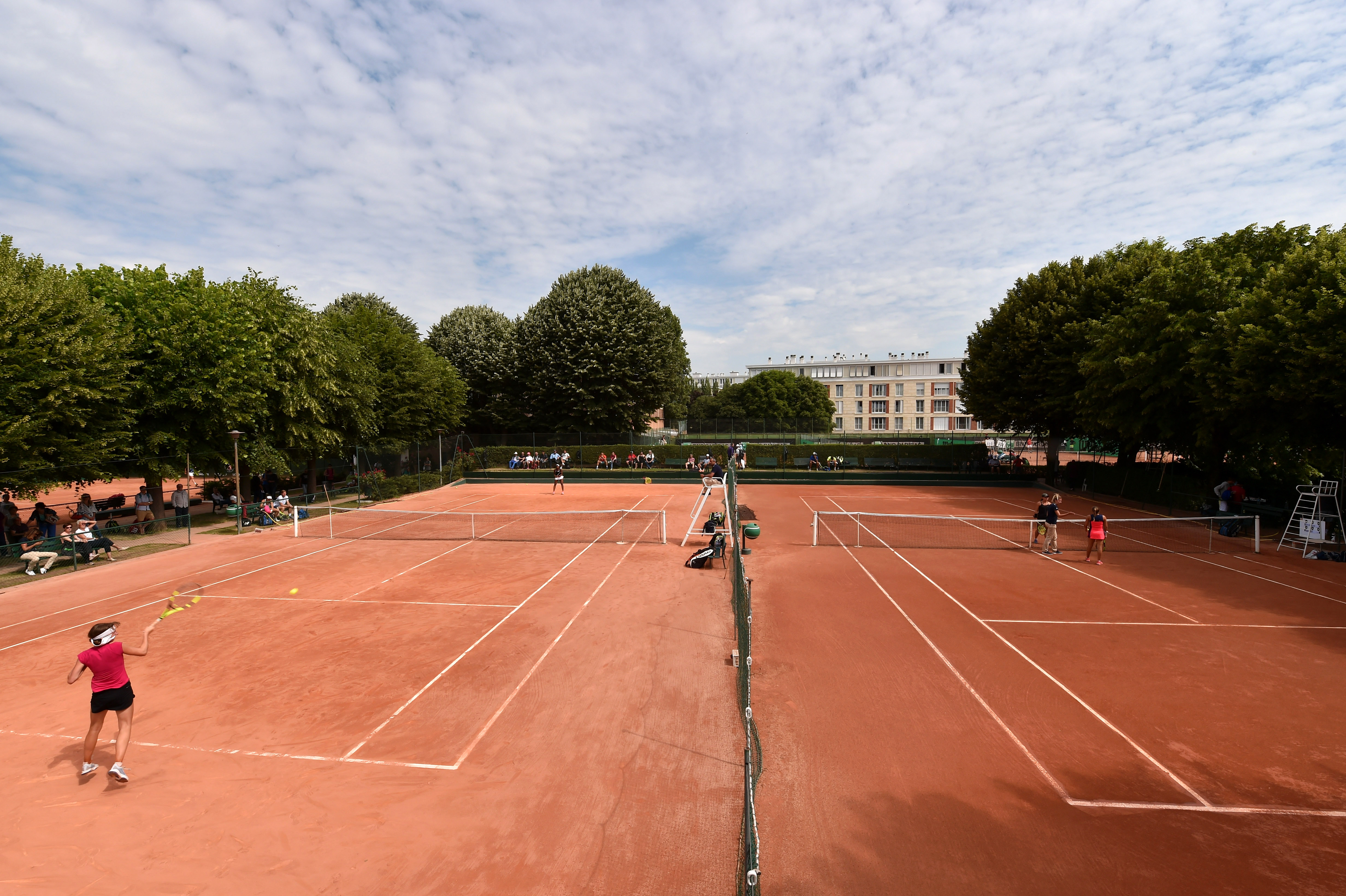
Courts B et C et immeuble de la résidence Buffalo.
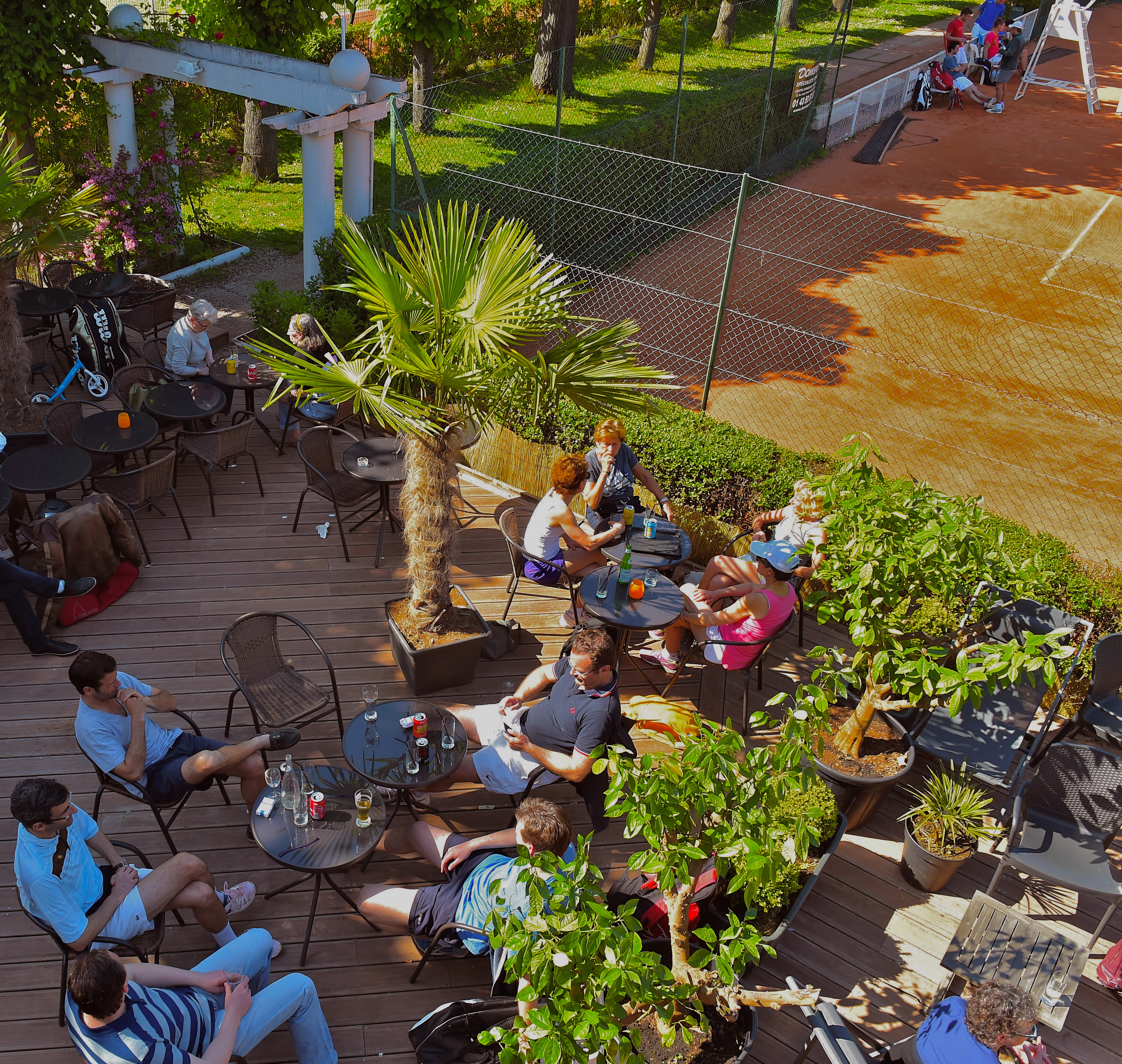
Terrasse.
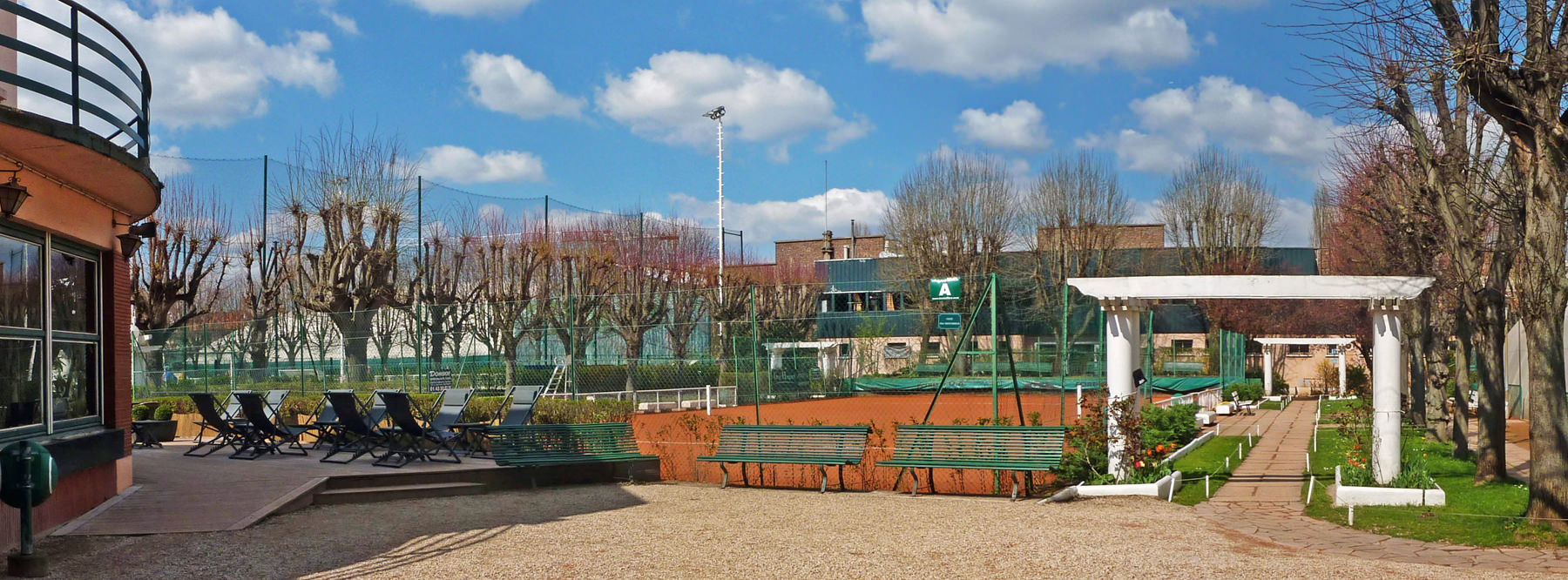
Club-house et court A.